# Pantydia metaphaea
Pantydia metaphaea är en fjärilsart som beskrevs av George Francis Hampson 1912. Pantydia metaphaea ingår i släktet Pantydia och familjen nattflyn. Inga underarter finns listade i Catalogue of Life.